# Сан-Томе и Принсипи на летних Олимпийских играх 2000
Сан-Томе и Принсипи принимали участие в Летних Олимпийских играх 2000 года в Сиднее (Австралия) во второй раз за свою историю, но не завоевали ни одной медали. Сборную страны представляли 2 спортсменов: 1 мужчина и 1 женщина, оба — легкоатлеты.

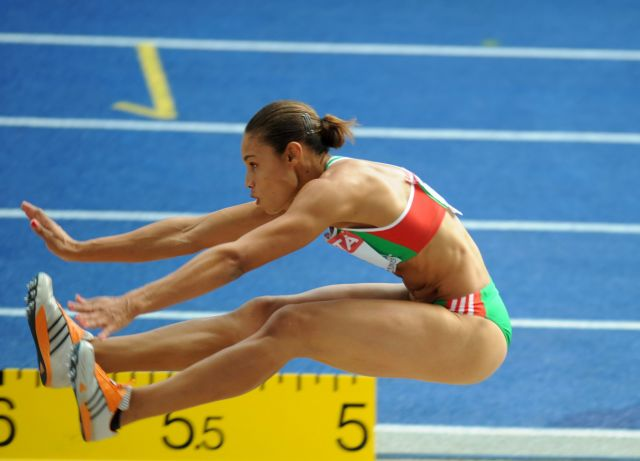
Легкоатлетка Найде Гомеш

29-летний Арлиндо Пиньейру принимал участие в летних Олимпийских играх 2000 года в беге на 110 м с барьерами среди мужчин, занял 6-е место в своём забеге в отборочном туре (результат 15.65) и не смог продвинуться вперёд.
Найде Гомеш заняла 8 место в своём забеге в первом отборочном туре беге на 100 м с барьерами среди женщин, показала результат 14.43 и не продвинулась дальше.